# Varginha
Varginha – miasto i gmina w Brazylii, w południowo-wschodniej części stanu Minas Gerais. Gminę o powierzchni 396,39 km² zamieszkuje około 120 tysięcy mieszkańców, jest drugim pod względem wielkości producentem kawy w Brazylii, znajduje się tutaj siedziba największej w Brazylii firmy i eksportera kawy: Café Bom Dia. 
Varginha wyróżnia się jako jeden z głównych ośrodków handlu i produkcji kawy z Brazylii i na świecie, produkując doskonałej jakości kawy (kawa Gourmet).
Miasto ma doskonałą i strategiczną lokalizację, jest położone nad Jeziorem Furnas, podczas gdy znajdując się w równej odległości od trzech stolic głównych Brazylii, São Paulo, Rio de Janeiro i Belo Horizonte, zostało mianowane przez magazyn Veja w 2011 roku jako jedno z najlepszych średnich miast w Brazylii, by żyć i inwestować.
W mieście mają siedzibę kluby piłkarskie Varginha EC i Boa EC.
Miejscowość zdobyła sławę dzięki tak zwanemu incydentowi w Varginhi, który miał miejsce w 1996 roku. Wówczas w regionie miano zauważyć kilkanaście pojazdów UFO, z których jeden podobno się rozbił. Z pojazdu wyszły dwie istoty o brązowej skórze i krwistoczerwonych oczach. Były widziane przez wiele osób; trzy dziewczyny, które najdokładniej widziały stwora stały się szybko znane w kraju. Stworzenia miały zostać schwytane przez brazylijską armię, policję i straż pożarną, a ich istnienie rzekomo szybko utajniono. Miasto stało się jednym z miejsc często odwiedzanych przez ufologów i fascynatów tajemniczych wydarzeń, m.in. przez polską ekipę Nie do wiary.

## Varginha

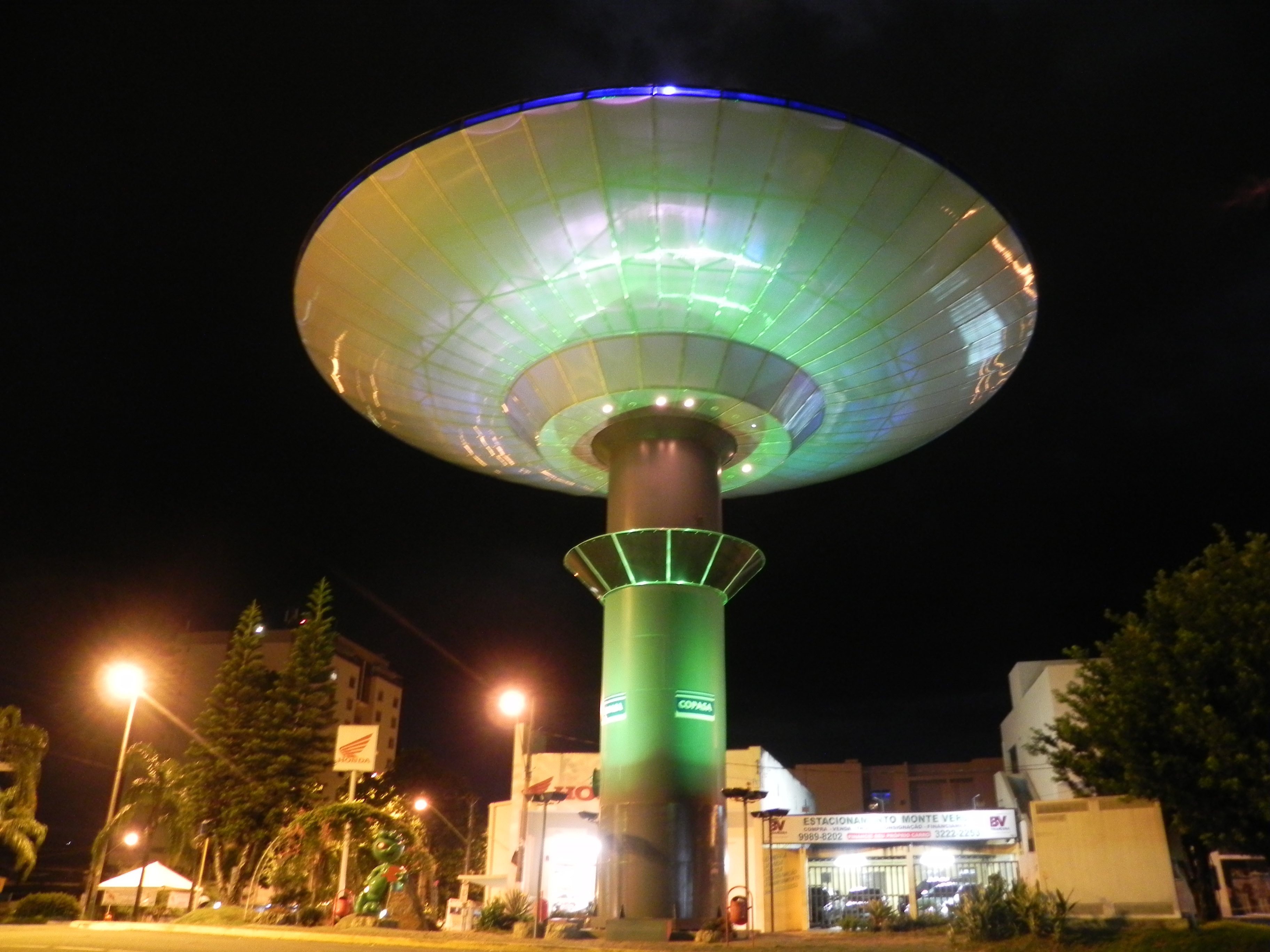
Nave espacial iluminada
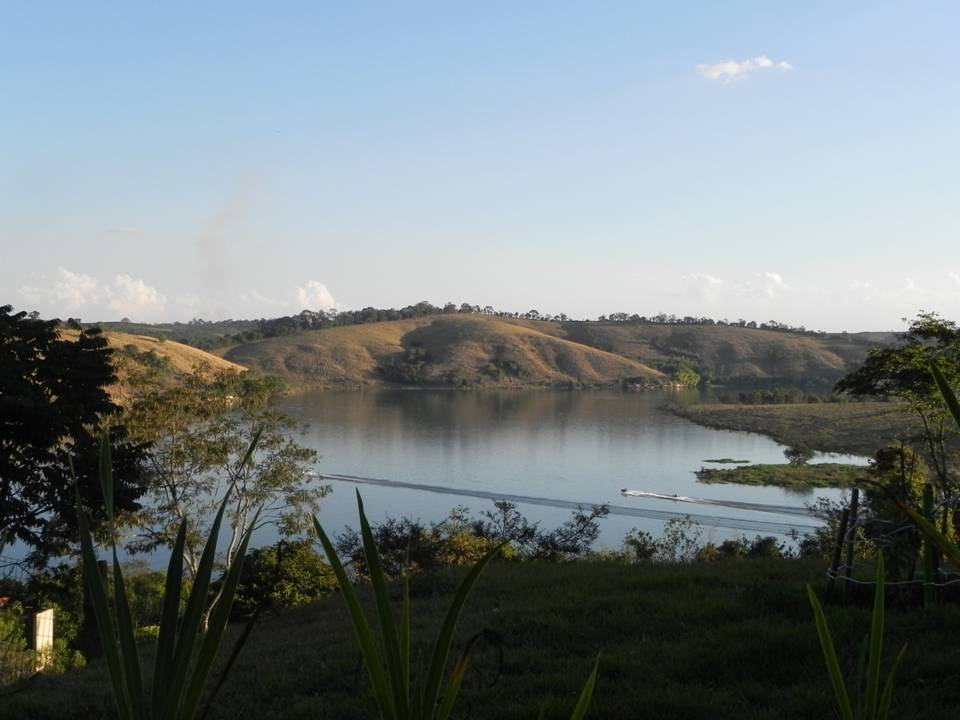
Lago de Furnas Varginha
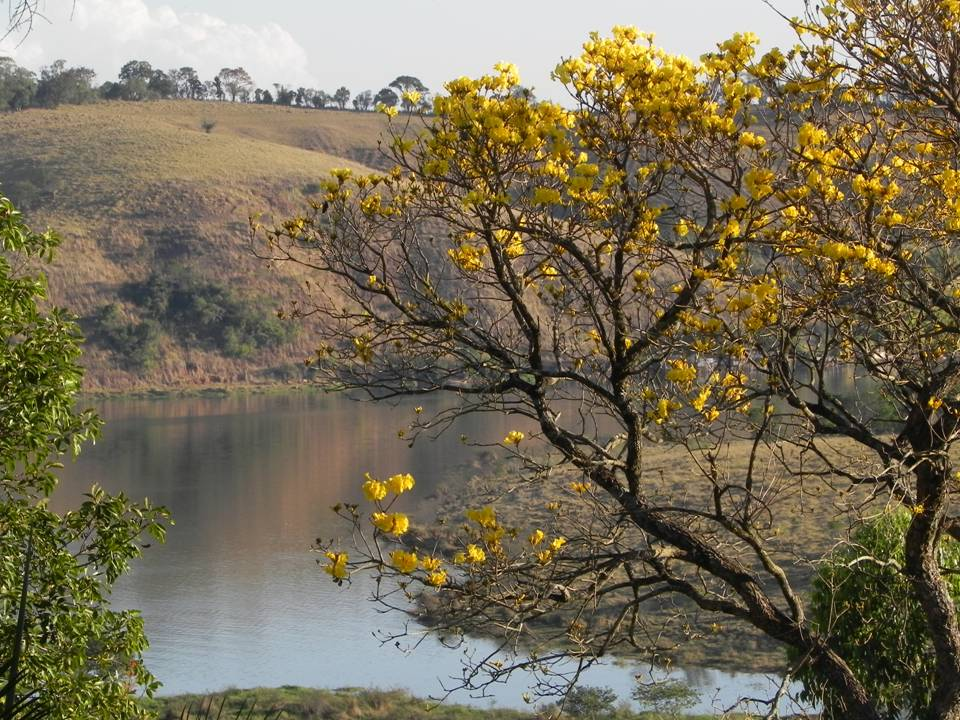
Ipê amarelo no Lago de Furnas em Varginha
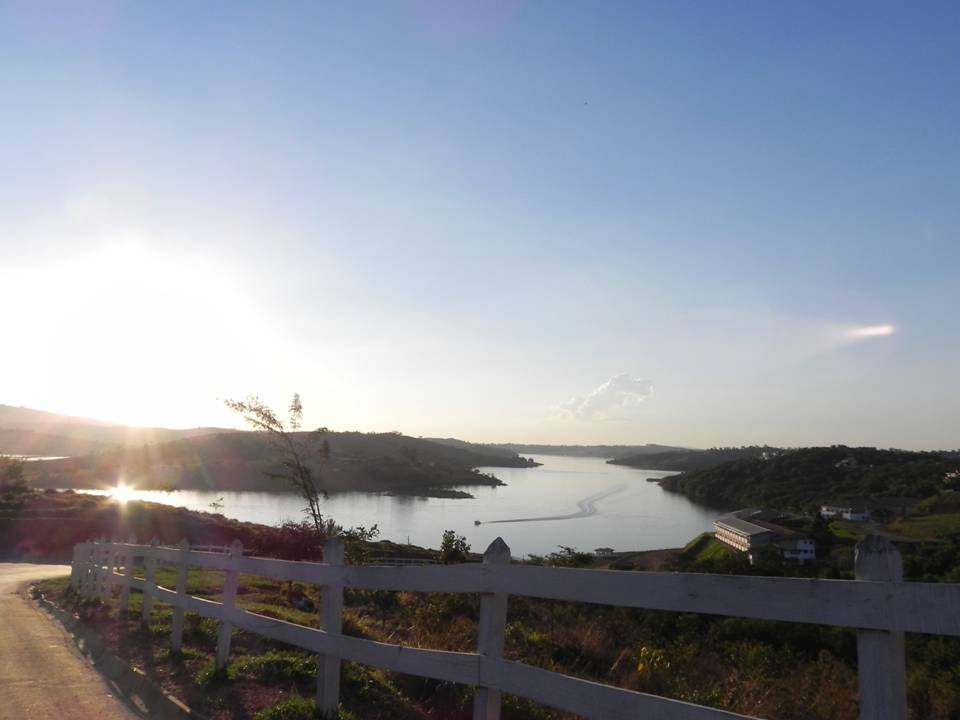
Marina de barcos e Resort
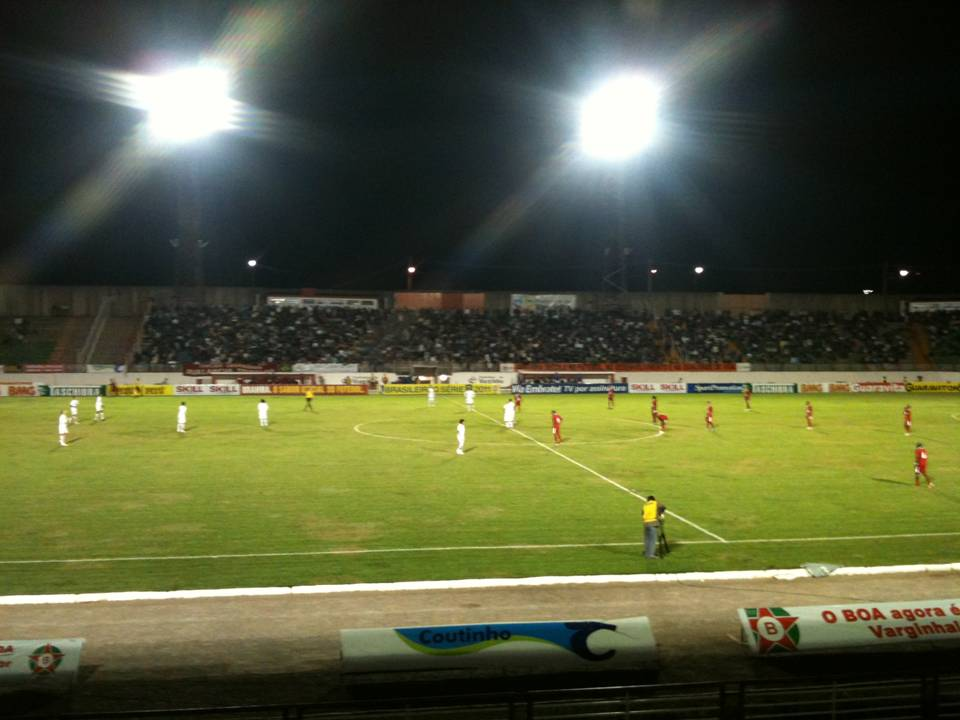
Jogo do Boa no Melão